# Football Club United of Manchester
Il Football Club United of Manchester, meglio noto come United of Manchester, è una società calcistica inglese di Manchester; si trova nel distretto cittadino di Moston e disputa gli incontri interni a Broadhurst Park, impianto dalla capienza di 4 400 spettatori.

## Storia
Fondato nel 2005 da alcuni tifosi del Manchester Utd contrari all'acquisizione del club da parte dell'imprenditore statunitense Malcolm Glazer, il club è integralmente controllato dai propri supporters. Il club dal punto di vista giuridico è una community benefit society e per statuto deve rimanere una società non-profit.
Dopo l'esordio vincente in North West Counties Football League Division Two, nella seconda stagione ha primeggiato in North West Counties Football League Division One ed è stato promosso in Northern Premier League. Nella stagione 2007-2008, ha terminato al secondo posto nella Northern Premier League Division One North ed è stato promosso dopo aver vinto i play-off. Il club successivamente è stato promosso nella National League North nel 2015 dopo aver vinto la Northern Premier League Premier Division. Il club ha anche raggiunto il secondo turno della FA Cup nella stagione 2010-2011 e il quarto turno della FA Trophy nella stagione 2014-2015. Dopo quattro stagioni consecutive in National League North, al termine della stagione 2018-2019 il club è retrocesso nuovamente in Northern Premier League.
A partire dalla stagione 2012-2013 il club ha anche una propria sezione calcistica femminile, che nella stagione 2021-2022 è arrivata a giocare in quarta divisione.

## Società

### Sponsor
Pur accettando in linea di principio delle sponsorizzazioni il club fino a questo momento ha rifiutato di avere degli sponsor sulla propria divisa di gioco in quanto sarebbe una forma di commercialismo.

### Impegno nel sociale
Il club a partire dal 2014 è riconosciuto dalla Living Wage Foundation come un'azienda che garantisce a tutti i suoi collaboratori (indipendentemente dal fatto che siano dipendenti diretti o collaboratori attraverso terze parti) un salario di sussistenza, consistente in 7.65 sterline all'ora: si tratta del primo club inglese (indipendentemente dalla categoria) ad aver ricevuto tale riconoscimento, pur militando in settima divisione al momento dell'ottenimento del riconoscimento stesso.
Lo statuto del club contiene tra le varie voci anche l'obbligo di mantenere i biglietti a prezzi popolari e quello di impegnarsi nel sociale a favore della comunità di Manchester.

## Diffusione nella cultura di massa
Il club, con il suo particolare modello gestionale, è conosciuto in tutto il mondo ed ha anche ispirato la nascita di altri club in altre nazioni secondo principi simili.
Nella stagione 2021-2022 il club ha vinto la prima edizione del Fenix Trophy, una competizione internazionale per club aperta a club semiprofessionistici di tutta Europa, uniti da principi di fondazione simili a quelli del F.C. United e tutti con partecipazione (o intera proprietà) dei tifosi, il cui motto è Making friends, not billionaires. Nella stagione 2022-2023 la finale di tale torneo (ed anche la finale per il terzo e quarto posto, vinta dal F.C. United of Manchester) si sono giocate a Milano, nello Stadio Giuseppe Meazza.

## Stadio
A partire dal 2005 il club gioca a Broadhurst Park, un impianto da 4700 spettatori costruito a Newton Heat, l'area della città di Manchester in cui il Manchester United era stato originariamente fondato (si chiamava infatti originariamente Newton Heath Football Club).

## Allenatori e presidenti

### Allenatori
- Karl Marginson (2005-2017)
- Tom Greaves (2017-2018)
- David Chadwick (2018)
- Neil Reynolds (2018-)

## Palmarès

### Competizioni nazionali
- Northern Premier League: 1

2014-2015
- Northern Premier League President's Cup: 1

2007-2008

### Competizioni regionali
- North West Counties League Division One: 1

2006-2007
- North West Counties League Division Two: 1

2005-2006
- North West Counties League Challenge Cup: 1

2006-2007

## Statistiche e record

### Statistiche individuali
Il recordman di presenze del club in incontri ufficiali è Jerome Wright, autore di 400 presenze; ci sono inoltre un altro giocatore che ha superato le 300 presenze (Matthew Wolfenden, sceso in campo in 304 occasioni con il club) ed altri sette giocatori con più di 200 presenze. Il miglior marcatore di sempre è invece Tom Greaves, autore di 104 reti.

## Tifoseria
Il club è di proprietà di un consorzio costituito da 5000 suoi tifosi, e tra i club del Regno Unito di proprietà della propria tifoseria è il secondo per numero di tifosi (era il primo all'atto della sua fondazione ed è stato superato nel 2021 dall'Hearts, storico club della prima divisione scozzese); a differenza dell'Hearts (posseduto solamente per il 75% dai suoi tifosi) il F.C. United è invece di esclusiva proprietà dei suoi tifosi, ciascuno dei quali partecipa alle decisioni più rilevanti concernenti la gestione del club (tra le quali la scelta della dirigenza, il design delle divise di gioco ed i prezzi di abbonamenti e biglietti per le partite casalinghe, con questi ultimi che per statuto del club devono essere mantenuti il più popolari possibile al fine di garantire un maggiore accesso alla comunità di Manchester alle attività del club). Un tifoso per diventare membro del club ed avere diritto di voto deve pagare una quota annua minima di 15 sterline (3 se minorenne), con la possibilità di donare cifre anche maggiori: tuttavia, indipendentemente dalla cifra donata, ogni membro diventa automaticamente proprietario di una singola azione del club (e, pertanto, di un singolo voto per le decisioni precedentemente citate).
La tifoseria fin dalla fondazione del club è inoltre una delle più appassionate non solamente del calcio non-League ma dell'intero panorama calcistico nazionale inglese: nella stagione 2005-2006 (la prima disputata dal club), ad esempio, pur militando in North West Counties Football League Division Two (decimo livello della piramide calcistica inglese) fu seguito da una media di 3059 spettatori a partita, dato che era il secondo tra i club non appartenenti alla Football League (ovvero le prime quattro divisioni) dietro solamente all'Exeter City (club di National League, ovvero la quinta divisione), ma soprattutto l'ottantasettesimo club dell'intera Inghilterra per numero di presenze allo stadio (di fatto quindi con una media spettatori superiore a quella di 7 dei 24 club professionistici di quarta divisione). Anche negli anni seguenti, pur militando in categorie non professionistiche, il club ha mantenuto medie spettatori comparabili, risultando il novantaduesimo club più seguito allo stadio nella stagione 2006-2007 ed il centesimo nella stagione 2007-2008 (le prime quattro divisioni contano in totale 96 squadre). Anche negli anni seguenti, pur con un calo nel numero di spettatori, le medie stagionali sono sempre state a ridosso delle 2000 presenze a partita, salvo poi tornare a superare nettamente ed in pianta stabile le 3000 presenze di media a partita dopo la costruzione di Broadhurst Park, il nuovo stadio di proprietà del club.